# Гуидо Гуериери
Вижте пояснителната страница за други значения на Гуидо.
Гуидо Гуериери (на италиански: Guido Guerrieri) е италиански футболист, който играе на поста вратар. Състезател на Самбенедетезе.

## Кариера
Гуериери прави професионалния си дебют в Серия Б за Трапани на 28 август 2016 г. при равенството 2:2 като гост на Новара. На 30 ноември 2017 г. Гуидо подписва нов договор с Лацио до 2021 г.
Записва единствения си мач за първия отбор на "орлите" на 20 май 2019 г. при равенството 3:3 като домакин на Болоня, оставайки като резерва до края на периода си при "лациалите".
На 1 септември 2020 г. Гуериери се присъединява към Салернитана с 2-годишен договор. На 18 февруари 2022 г. контрактът е разтрогнат по взаимно съгласие. 
На следващия ден Гуидо подписва с Царско село. Дебютира на 25 февруари при загубата с 1:0 като гост на Локомотив (Пловдив).

## Успехи
Лацио
- Копа Италия (1): 2019
- Суперкупа на Италия (2): 2017, 2019